# Конса, Эзри
Э́зри Ко́нса Нго́йо (англ. Ezri Konsa Ngoyo; родился 23 октября 1997, Ньюэм) — английский футболист, центральный защитник клуба «Астон Вилла» и сборной Англии. Участник чемпионата Европы 2024.

## Клубная карьера
Уроженец Ньюэма, Конса с 12 лет тренировался в юношеской академии клуба «Чарльтон Атлетик». В июле 2014 года подписал с клубом любительский контракт, а в декабре 2015 года подписал свой первый профессиональный контракт. В основном составе «Чарльтона» дебютировал 9 августа 2016 года в матче Кубка Футбольной лиги против «Челтнем Таун». В сезоне 2016/17 регулярно появлялся в основном составе «Эддикс», сыграв 39 матчей во всех турнирах. Периодически выступал на позициях полузащитника и крайнего защитника. По итогам сезона 2016/17 был признан лучшим молодым игроком года в «Чарльтоне». В марте 2017 года подписал с клубом новый трёхлетний контракт.
В сезоне 2017/18 провёл за «Чарльтон» 47 матчей во всех турнирах, включая матчи плей-офф Лиги 1 за право выхода в Чемпионшип. В общей сложности провёл за «Чарльтон Атлетик» 86 матчей с 2016 по 2018 год.
12 июня 2018 года перешёл в другой лондонский клуб, «Брентфорд», заключив трёхлетнее соглашение с опцией продления ещё на год. 4 августа 2018 года дебютировал за «Брентфорд» в матче Чемпионшипа против «Ротерем Юнайтед».
11 июля 2019 года перешёл в бирмингемский клуб «Астон Вилла» за 12 млн фунтов.

## Карьера в сборной
В 2017 году дебютировал в составе сборной Англии до 20 лет. В том же году принял участие в чемпионате мира для игроков до 20 лет, в котором англичане одержали победу.
В 2018 году дебютировал за сборную Англии до 21 года.
23 марта 2024 года дебютировал за главную сборную Англии в товарищеском матче против сборной Бразилии.

## Личная жизнь
Конса родился в Ньюэме, Большой Лондон, в семье конголезца и анголки.

## Достижения

### Командные достижения
Сборная Англии (до 21 года)
- Победитель Тулонского турнира: 2018

Сборная Англии (до 20 лет)
- Чемпион мира среди игроков до 20 лет: 2017

### Личныее достижения
- Молодой игрок года в «Чарльтон Атлетик»: 2016/17